# Waco Custom Cabin Series
Waco Custom Cabins là một loạt các máy bay có cabin 4-5 chỗ của Hoa Kỳ vào cuối thập niên 1930, do hãng Waco Aircraft Company chế tạo.

## Biến thể

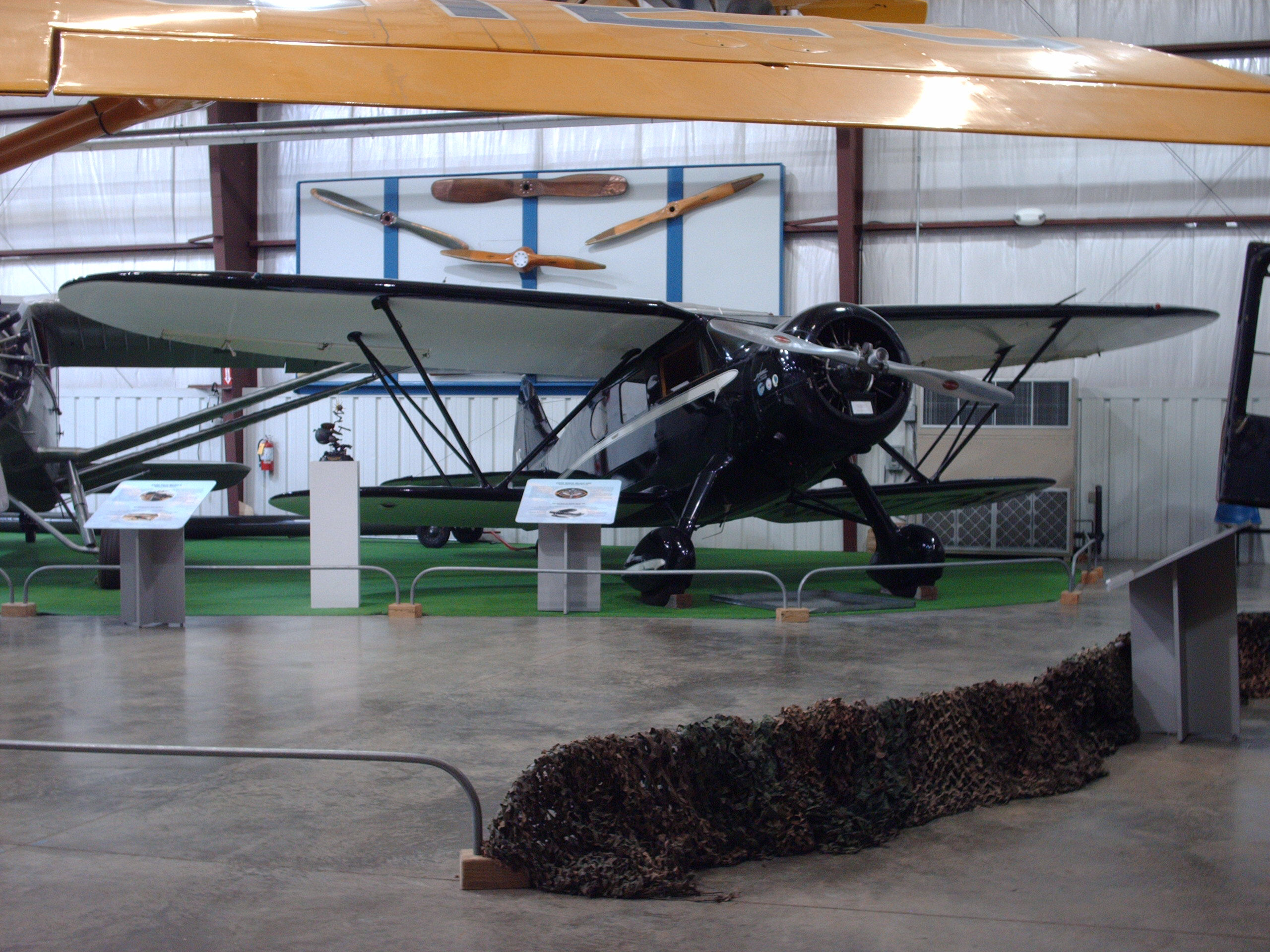
Waco YOC

### Seri OC 1935 (54+ chiếc)

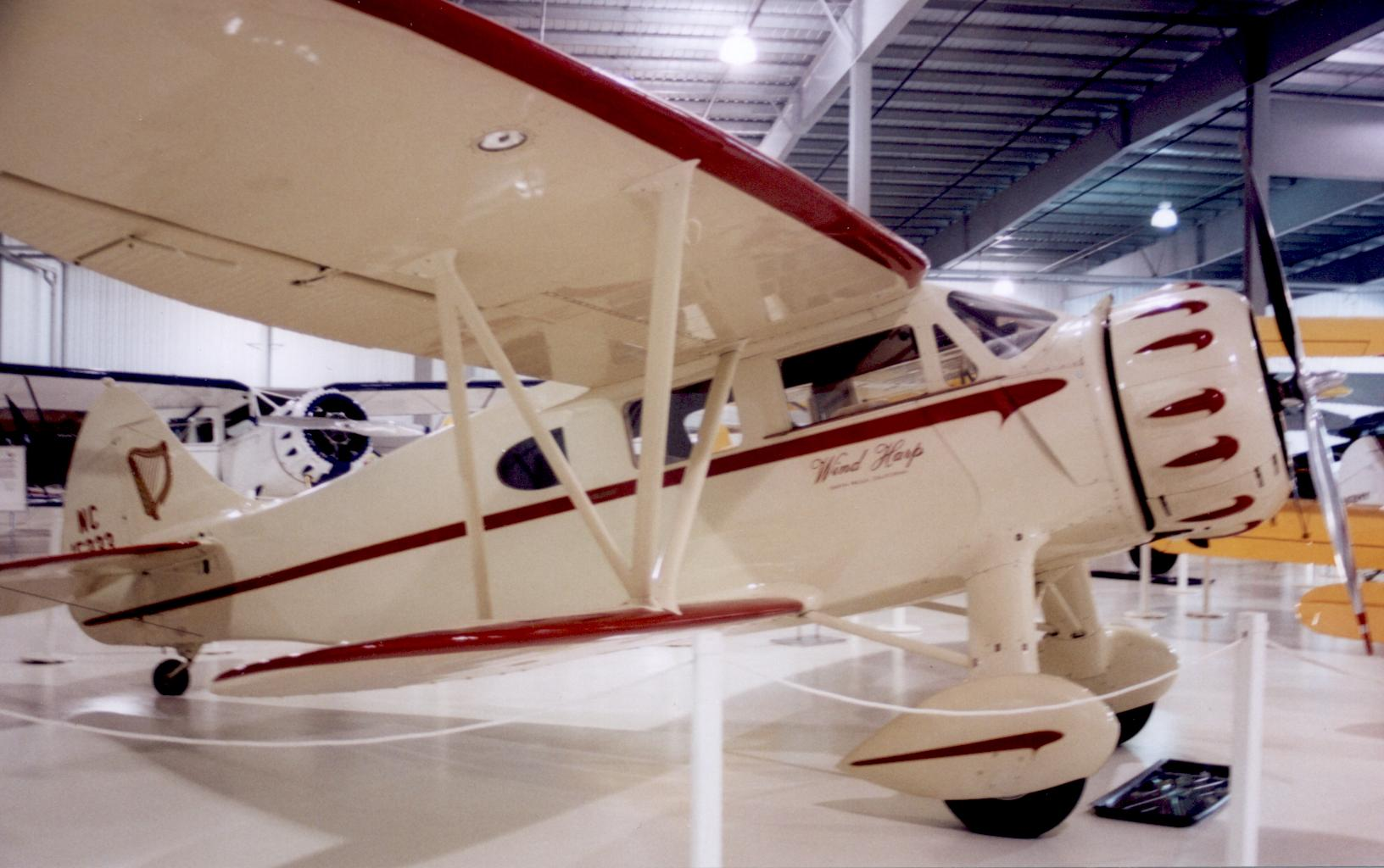
Waco CUC

UOC
YOC
YOC-1

### Seri UC 1935 (30+ chiếc)

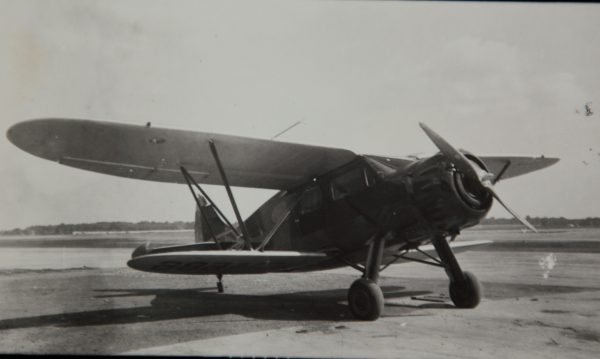
Waco ZQC-6

CUC
CUC-1
CUC-2

### Seri QC 1936 (C-6) (120 chiếc)
AQC-6
AQC-6 Freighter:
CQC-6
DQC-6
EQC-6
SQC-6
UQC-6
VQC-6
YQC-6{{
ZQC-6
ZQC-6 Freighter:

### Seri GC 1937-38 (C-7 & C-8) (96+ chiếc)
AGC-8
DGC-7
EGC-7
EGC-8
MGC-8
UGC-7
VGC-7
YGC-7
YGC-8
ZGC-7
ZGC-8

### Seri VN 1938 (N-8) (20 chiếc)
AVN-8
ZVN-8

### Seri 1939 RE (30 chiếc)
ARE Aristocrat
HRE Aristocrat
SRE Aristocrat
WRE Aristocrat

### Định danh quân sự
A-54
Tp-8a
J2W
UC-72/C-72
| UC-72B | : | EGC-8 | 4 impressed |
| UC-72E | : | ZGC-7 | 4 impressed |
| UC-72P | : | AGC-8 | 2 impressed |
| UC-72Q | : | ZQC-6 | 1 impressed |
| UC-72G | : | AQC-6 | 1 impressed |
| UC-72H | : | ZQC-6 | 5 impressed |
| UC-72F | : | CUC-1 | 1 impressed |

## Quốc gia sử dụng

### Quân sự
Argentina
- Hải quân Argentina (EQC-6 & UOC)

 Úc
- Không quân Hoàng gia Australia

 Brasil
- Exército Brasileiro (30x EGC-7)

 Canada
- Không quân Hoàng gia Canada
- Department of National Defence

 Hà Lan
- Không quân Hoàng gia Hà Lan

 New Zealand
- Không quân Hoàng gia New Zealand

 Nicaragua
- Không quân Nicaragua (EGC-7)

 Nam Phi
- Không quân Nam Phi

 Thụy Điển
- Không quân Thụy Điển

 Anh Quốc
- Không quân Hoàng gia

 Hoa Kỳ
- Bảo vệ Bờ biển Hoa Kỳ
- Hải quân Hoa Kỳ
- Không quân Lục quân Hoa Kỳ

## Tính năng kỹ chiến thuật (ZQC-6)
Dữ liệu lấy từ 
Đặc điểm tổng quát
- Kíp lái: 1
- Sức chứa: 5
- Chiều dài: 26 ft 8 in ()
- Sải cánh: 35 ft 0 in (trên)
24 ft 6 in (dưới) ()
- Chiều cao: 8 ft 8 in ()
- Diện tích cánh: 168 sq ft (trên)
76 sq ft (dưới) ()
- Trọng lượng rỗng: 2.023 lb ()
- Trọng lượng có tải: 3.500 lb ()
- Trọng lượng cất cánh tối đa: 3.500 lb ()
- Động cơ: 1 × Jacobs L-5, 285 hp ()

 Hiệu suất bay 
- Vận tốc cực đại: 166 mph (270 km/h)
- Vận tốc hành trình: 150 mph (241 km/h)
- Trần bay: 17.000 ft ()